# Future of Humanity Institute
Future of Humanity Institute – interdyscyplinarne centrum badawcze na Uniwersytecie Oksfordzkim zajmujące się badaniami nad kwestiami dotyczącymi przyszłości ludzkości. Zostało założone w 2005. Jego dyrektorem jest Nick Bostrom.